# Гомес Гонсалес, Хуан
Хуа́н Го́мес Гонса́лес (исп. Juan Gómez González; 10 ноября 1954 — 2 апреля 1992), более известный как Хуани́то (англ. Juanito) — испанский футболист, играл на позиции нападающего. В течение 13 сезонов в чемпионате Испании он сыграл 350 матчей и забил 99 голов.
Погиб в автокатастрофе в Кальсада-де-Оропеса, Толедо, возвращаясь в Мериду.

## Клубная карьера
Хуанито родился в Фуэнхироле (провинция Малага) и играл в составе одноимённого клуба до перехода в «Атлетико Мадрид». Его дебют состоялся в товарищеском матче против «Бенфики», но из-за перелома голени он так и не смог заиграть в «Атлетико», он так и не провёл ни одного официального матча за клуб.
Хуанито продолжил свою карьеру в «Бургосе» и помог клубу выиграть второй дивизион в сезоне 1975/76. Он дебютировал в Ла Лиге в следующем сезоне в победном матче против «Эспаньола», в конечном итоге журнал «Don Balón» признал его футболистом года в Испании.
Вскоре Хуанито привлёк внимание «Реал Мадрида», который подписал игрока в июне 1977 года.
Войти в этот дом для меня сродни тому, что коснуться небес. Из всех клубов на свете я предпочту «Реал», а из всех городов — Мадрид.Хуанито
Он стал важным членом успешной команды конца 1970-х—1980-х годов, его одноклубниками были Сантильяна, Ули Штилике, Висенте дель Боске и Хосе Антонио Камачо. В своём дебютном сезоне Хуанито забил десять голов. В итоге он помог столичной команде выиграть пять чемпионских титулов, два кубка Испании и два Кубка УЕФА. В частности Хуанито оформил дубль в финале кубка Испании 1980 против «Реал Мадрид Кастилья», фарм-клуба «Реала» (6:1). 11 мая 1983 года он реализовал пенальти в финале Кубка обладателей кубков, однако в экстра-таймах его клуб уступил «Абердину» со счётом 2:1. В следующем сезоне он стал лучшим бомбардиром чемпионата с 17 голами. В течение десяти сезонов с «Галактикос» он сыграл 284 матча и забил 85 голов в чемпионате, а также 55 матчей и 17 голов в еврокубках.
После ухода из «Реала» Хуанито в течение двух сезонов играл за «Малагу». Он помог клубу выйти со второго дивизиона, тогда командой руководил Ладислав Кубала. В следующем сезоне Хуанито забил в матче против своей бывшей команды, «Реала». Карьеру игрока он завершил в 1991 году в любительском клубе. Впоследствии он начал работать тренером «Мериды», команда шла на седьмом месте в Сегунде в 1991/92 сезоне; однако 2 апреля 1992 года после просмотра матча Кубка УЕФА «Реала» против «Торино» он погиб в результате ДТП в Кальсада-де-Оропеса, Толедо, возвращаясь в Мериду.

## Международная карьера
Хуанито сыграл 34 матча за сборную Испании, забив восемь голов. Его дебют состоялся 10 октября 1976 года в отборочном матче чемпионата мира 1978 против сборной Югославии, в Севилье: на 30-й минуте он заменил дель Боске, а его команда выиграла со счётом 2:0. 30 ноября 1977 года во втором матче с этим соперником в Белграде в Хуанито попали с трибун бутылкой. Уходя с поля, он показал непристойный жест в сторону болельщиков, тем не менее, его команда выиграла с минимальным счётом.
Хуанито представлял Испанию на Олимпийских играх 1976 года, кубках мира 1978 и 1982 годов и на Евро-1980. На домашнем мундиале 1982 года он забил с пенальти в ворота Югославии, принеся команде победу со счётом 2:1.

## Роль в команде и характер
Хуанито считается большинством болельщиков одним из символов «Реала», его часто вспоминают перед матчами, когда команда должна отыграться. При нём «Реалу» неоднократно удавалось отыграть свои поражения. Один из таких случаев был в матче против «Селтика» в четвертьфинале Кубка европейских чемпионов 1979/80. «Реал» проиграл первый матч в Глазго со счётом 2:0, во втором матче команде удалось забить трижды и при этом не пропустить, таким образом мадридский клуб прошёл дальше. Похожие ситуации были в играх с «Интернационале» и «Андерлехтом».
После смерти Хуанито болельщики на седьмой минуте на каждой домашней игре скандировали «Илья, илья, илья, Хуанито Маравилья».
За время своей карьеры Хуанито был участником нескольких скандалов. В 1978 году он получил два года дисквалификации после нападения на судью Адольфа Прокопа в матче против «Грассхоппер». В матче Кубка УЕФА против другого швейцарского клуба, «Ксамакс», он плюнул на бывшего товарища по команде Штилике. В 1987 году он был снова дисквалифицирован, на этот раз на четыре года, за то, что намеренно наступил на лицо игроку «Баварии» Лотару Маттеусу.